# Dykh-Tau
Dykh-Tau eller Dykhtau (russisk Дыхтау) er et bjerg i Kabardino-Balkaria i Rusland, omkring 5 km nord for grænsen til Georgien. Bjerget er det næsthøjeste i Kaukasus efter Elbrus.

## Adgang
Dykh-Tau er lettest at nå fra nord (Rusland). Man kan komme til landsbyen Bezingi fra Naltsjik i Kabardino-Balkaria med offentlig transport, hvorfra man kan leje en terrængående bil og køre til bjerglejren, der ligger 2.180 moh. Herfra tager det to dage for at nå basen for selve klatreturen til toppen.

## Klatreruter
Det er en af de store toppe i Kaukasus og ligger ved den store Bezingivæggen og Bezingibræen. Den blev besteget første gang i 1888 af Mummery og Zarfluh. Deres rute var op af sydvestryggen, men denne bruges ikke længere som normalrute; nu bruges nordryggen.